# The Singles: The First Ten Years
The Singles: The First Ten Years — двойной альбом-компиляция шведской группы ABBA, выпущенный в 1982 году. В диск вошло большинство песен-хитов, записанных группой за десять лет своего существования, и две новых песни: «The Day Before You Came» и «Under Attack».
The Singles: The First Ten Years, в 1983 году был выпущен на CD , но в начале 1990-х годов был заменён на более успешный релиз ABBA Gold: Greatest Hits (1992), а затем и на The Definitive Collection.

Эта коллекция из двадцати трёх песен (синглы плюс две новых вещи) подтверждает то, что немногие знали в США — ABBA является величайшей поп-группой последних десяти лет…
Оригинальный текст (англ.)«This twenty-three song collection (singles plus two new cuts) confirms what a lucky few in the US have known for some time — ABBA is the greatest pop band of the last ten years. There are more infectious melodies, grabby hooks, and danceable drum beats on one side of this two-disc set than in most artists' entire catalogs… The Singles provides an ideal introduction to this talented and highly influential band».
— Rolling Stone

…Abba создают притягательные, глубоко эмоциональные записи, в которых открытые сентиментальные мелодии противопоставляются инструментальному напряжению…
Оригинальный текст (англ.)«Special-merit release… Abba create seductive, richly emotional records that put openly sentimental melodies against a nagging instrumental tension…The group’s best tracks are mini — masterpieces of the pop form.»
— Los Angeles Times

«Abba — The Singles» есть лишнее доказательство непреодолимой мощи броской мелодии…
Оригинальный текст (англ.)"Abba — The Singles" is a testament to the unstoppable power of the catchy tune»
— New York Times

## Список композиций

### Сторона А
1. «Ring Ring» (Anderson, Andersson, Cody, Sedaka, Ulvaeus) — 3:04
2. «Waterloo» (Anderson, Andersson, Ulvaeus) — 2:42
3. «So Long» (Andersson, Ulvaeus) — 3:05
4. «I Do, I Do, I Do, I Do, I Do» (Anderson, Andersson, Ulvaeus) — 3:15
5. «SOS» (Anderson, Andersson, Ulvaeus) — 3:20
6. «Mamma Mia» (Anderson, Andersson, Ulvaeus) — 3:32
7. «Fernando» (Anderson, Andersson, Ulvaeus) — 4:13

### Сторона B
1. «Dancing Queen» (Anderson, Andersson, Ulvaeus) — 3:51
2. «Money, Money, Money» (Andersson, Ulvaeus) — 3:05
3. «Knowing Me, Knowing You» (Anderson, Andersson, Ulvaeus) — 4:01
4. «The Name of the Game» [редактированная версия] (Anderson, Andersson, Ulvaeus) — 3:59
5. «Take a Chance on Me» (Andersson, Ulvaeus) — 4:05
6. «Summer Night City» (Andersson, Ulvaeus) — 3:34

### Сторона C
1. «Chiquitita» (Andersson, Ulvaeus) — 5:24
2. «Does Your Mother Know» (Andersson, Ulvaeus) — 3:13
3. «Voulez-Vous» (Andersson, Ulvaeus) — 5:07
4. «Gimme! Gimme! Gimme! (A Man After Midnight)» (Andersson, Ulvaeus) — 4:50
5. «I Have a Dream» (Andersson, Ulvaeus) — 4:42

### Сторона D
1. «The Winner Takes It All» (Andersson, Ulvaeus) — 4:54
2. «Super Trouper» (Andersson, Ulvaeus) — 4:12
3. «One of Us» (Andersson, Ulvaeus) — 3:56
4. «The Day Before You Came» (Andersson, Ulvaeus) — 5:50
5. «Under Attack» (Andersson, Ulvaeus) — 3:46

## В записи участвовали
ABBA
- Бенни Андерссон — синтезатор, клавиши, вокал
- Агнета Фельтског — вокал
- Анни-Фрид Лингстад — вокал
- Бьорн Ульвеус — акустическая гитара, гитара, вокал

Дополнительно
- Ulf Andersson — саксофон
- Ola Brunkert — барабаны
- Lars Carlsson — горн
- Christer Eklund — саксофон
- Malando Gassama — перкуссия
- Anders Glenmark — гитара
- Rutger Gunnarsson — бас
- Roger Palm — барабаны
- Janne Schaffer — гитара
- Åke Sundqvist — перкуссия
- Mike Watson — бас
- Lasse Wellander — гитара

Продюсеры
- Бенни Андерссон
- Бьорн Ульвеус

Аудиоинженер
- Майкл Третов

## Позиции в чартах
Альбом — UK Album Chart
| Год  | Чарт           | Позиция |
| ---- | -------------- | ------- |
| 1982 | UK Album Chart | 1       |

Синглы — UK Singles Chart
| Год  | Сингл                     | Высшая позиция |
| ---- | ------------------------- | -------------- |
| 1982 | «The Day Before You Came» | 32             |
| 1982 | «Under Attack»            | 26             |